# Copa Libertadores 1972
Navigation
Édition précédente Édition suivante
La Copa Libertadores 1972 est la 13e édition de la Copa Libertadores. Le club vainqueur de la compétition est désigné champion d'Amérique du Sud 1972 et se qualifie pour la Coupe intercontinentale 1972 et la Copa Interamericana 1972.
C'est la formation argentine du CA Independiente qui est sacrée cette année après avoir disposé en finale des Péruviens du Club Universitario de Deportes. C'est le premier des quatre titres consécutifs d'Independiente alors que l'Universitario est le premier club péruvien à atteindre une finale continentale. Quatre joueurs, dont trois péruviens, se partagent le titre de meilleur buteur, avec six réalisations.
La compétition conserve le même format que lors de l'édition précédente : les dix-neuf équipes engagées sont réparties en cinq poules (avec pour chaque poule deux clubs de deux pays). Seul le premier de chaque groupe accède au deuxième tour, qui remplace les demi-finales, où ils sont rejoints par le tenant du titre. Deux poules de trois sont formées et le meilleur de chaque poule se qualifie pour la finale, jouée en matchs aller-retour, avec un match d'appui éventuel en cas d'égalité sur les deux rencontres. Le Club Nacional de Football ayant réalisé le doublé Copa Libertadores-championnat d'Uruguay, il n'y a qu'un seul club uruguayen engagé en phase de poules, à savoir le vice-champion Peñarol.

## Clubs participants
- Club Nacional de Football - Tenant du titre et Champion d'Uruguay 1971
- CA Independiente - Vainqueur du tournoi Metropolitano 1971
- CA Rosario Central - Vainqueur du tournoi Nacional 1971
- Oriente Petrolero - Vainqueur de la Copa Simón Bolivar 1971
- Chaco Petrolero - Finaliste de la Copa Simón Bolivar 1971
- Clube Atlético Mineiro - Champion du Brésil 1971
- São Paulo Futebol Clube - Vice-champion du Brésil 1971
- Unión San Felipe - Champion du Chili 1971
- CF Universidad de Chile - Vice-champion du Chili 1971
- Club Independiente Santa Fe - Champion de Colombie 1971
- Atlético Nacional - Vice-champion de Colombie 1971
- Barcelona Sporting Club - Champion d'Équateur 1971
- Club Deportivo América - Vice-champion d'Équateur 1971
- Cerro Porteño - Champion du Paraguay 1971
- Club Olimpia - Vice-champion du Paraguay 1971
- Club Universitario de Deportes - Champion du Pérou 1971
- Club Alianza Lima - Vice-champion du Pérou 1971
- Club Atlético Peñarol - Vice-champion d'Uruguay 1971
- Deportivo Italia - Champion du Venezuela 1971
- Valencia FC - Vice-champion du Venezuela 1971

## Compétition

### Premier tour
| Rang | Équipe                      | Pts | J | G | N | P | Bp | Bc | Diff |  | Résultats (▼ dom., ► ext.)  | Ide | Ros | SFe | Nac |
| ---- | --------------------------- | --- | - | - | - | - | -- | -- | ---- |  | --------------------------- | --- | --- | --- | --- |
| 1    | CA Independiente            | 10  | 6 | 4 | 2 | 0 | 13 | 5  | +8   |  | CA Independiente            |     | 2-0 | 2-0 | 2-0 |
| 2    | CA Rosario Central          | 8   | 6 | 3 | 2 | 1 | 8  | 5  | +3   |  | CA Rosario Central          | 2-2 |     | 2-0 | 3-1 |
| 3    | Club Independiente Santa Fe | 4   | 6 | 1 | 2 | 3 | 4  | 9  | -5   |  | Club Independiente Santa Fe | 2-4 | 0-0 |     | 1-1 |
| 4    | Atlético Nacional           | 2   | 6 | 0 | 2 | 4 | 3  | 9  | -6   |  | Atlético Nacional           | 1-1 | 0-1 | 0-1 |     |

| Rang | Équipe                  | Pts | J | G | N | P | Bp | Bc | Diff |  | Résultats (▼ dom., ► ext.) | Bar | Ame | Ori | Cha |
| ---- | ----------------------- | --- | - | - | - | - | -- | -- | ---- |  | -------------------------- | --- | --- | --- | --- |
| 1    | Barcelona Sporting Club | 9   | 6 | 3 | 3 | 0 | 8  | 3  | +5   |  | Barcelona Sporting Club    |     | 2-1 | 1-1 | 3-0 |
| 2    | Club Deportivo América  | 7   | 6 | 3 | 1 | 2 | 9  | 7  | +2   |  | Club Deportivo América     | 0-0 |     | 3-0 | 1-0 |
| 3    | Oriente Petrolero       | 6   | 6 | 2 | 2 | 2 | 10 | 7  | +3   |  | Oriente Petrolero          | 0-0 | 4-2 |     | 5-0 |
| 4    | Chaco Petrolero         | 2   | 6 | 1 | 0 | 5 | 3  | 13 | -10  |  | Chaco Petrolero            | 1-2 | 1-2 | 1-0 |     |

| Rang | Équipe                  | Pts | J | G | N | P | Bp | Bc | Diff |  | Résultats (▼ dom., ► ext.) | São | CPo | Oli | AMi |
| ---- | ----------------------- | --- | - | - | - | - | -- | -- | ---- |  | -------------------------- | --- | --- | --- | --- |
| 1    | São Paulo Futebol Clube | 8   | 6 | 3 | 2 | 1 | 12 | 6  | +6   |  | São Paulo Futebol Clube    |     | 4-0 | 3-1 | 0-0 |
| 2    | Cerro Porteño           | 6   | 6 | 2 | 2 | 2 | 7  | 11 | -4   |  | Cerro Porteño              | 3-2 |     | 1-3 | 1-0 |
| 3    | Club Olimpia            | 5   | 6 | 1 | 3 | 2 | 7  | 8  | -1   |  | Club Olimpia               | 0-1 | 1-1 |     | 2-2 |
| 4    | Clube Atlético Mineiro  | 5   | 6 | 0 | 5 | 1 | 5  | 6  | -1   |  | Clube Atlético Mineiro     | 2-2 | 1-1 | 0-0 |     |

| Rang | Équipe                         | Pts | J | G | N | P | Bp | Bc | Diff |  | Résultats (▼ dom., ► ext.)     | UDe | UCh | Ali | SFe |
| ---- | ------------------------------ | --- | - | - | - | - | -- | -- | ---- |  | ------------------------------ | --- | --- | --- | --- |
| 1    | Club Universitario de Deportes | 8   | 6 | 3 | 2 | 1 | 9  | 6  | +3   |  | Club Universitario de Deportes |     | 2-1 | 2-1 | 3-1 |
| 2    | CF Universidad de Chile        | 6   | 6 | 3 | 0 | 3 | 12 | 12 | 0    |  | CF Universidad de Chile        | 1-0 |     | 2-3 | 2-1 |
| 3    | Club Alianza Lima              | 6   | 6 | 2 | 2 | 2 | 10 | 10 | 0    |  | Club Alianza Lima              | 2-2 | 3-4 |     | 1-0 |
| 4    | Unión San Felipe               | 4   | 6 | 1 | 2 | 3 | 5  | 8  | -3   |  | Unión San Felipe               | 0-0 | 3-2 | 0-0 |     |

| Rang | Équipe                | Pts | J | G | N | P | Bp | Bc | Diff |  | Résultats (▼ dom., ► ext.) | Peñ | Ita | Val |
| ---- | --------------------- | --- | - | - | - | - | -- | -- | ---- |  | -------------------------- | --- | --- | --- |
| 1    | Club Atlético Peñarol | 8   | 4 | 4 | 0 | 0 | 12 | 3  | +9   |  | Club Atlético Peñarol      |     | 5-1 | 4-1 |
| 2    | Deportivo Italia      | 3   | 4 | 1 | 1 | 2 | 4  | 7  | -3   |  | Deportivo Italia           | 0-1 |     | 2-0 |
| 3    | Valencia FC           | 1   | 4 | 0 | 1 | 3 | 3  | 9  | -6   |  | Valencia FC                | 1-2 | 1-1 |     |

### Deuxième tour
| Rang | Équipe                         | Pts | J | G | N | P | Bp | Bc | Diff |  | Résultats (▼ dom., ► ext.)     | Uni | Nac | Peñ |
| ---- | ------------------------------ | --- | - | - | - | - | -- | -- | ---- |  | ------------------------------ | --- | --- | --- |
| 1    | Club Universitario de Deportes | 4   | 4 | 1 | 2 | 1 | 9  | 7  | +2   |  | Club Universitario de Deportes |     | 3-0 | 2-3 |
| 2    | Club Nacional de FootballT     | 4   | 4 | 1 | 2 | 1 | 7  | 7  | 0    |  | Club Nacional de Football      | 3-3 |     | 1-1 |
| 3    | Club Atlético Peñarol          | 4   | 4 | 1 | 2 | 1 | 5  | 7  | -2   |  | Club Atlético Peñarol          | 1-1 | 0-3 |     |

| Rang | Équipe                  | Pts | J | G | N | P | Bp | Bc | Diff |  | Résultats (▼ dom., ► ext.) | Ind | São | Bar |
| ---- | ----------------------- | --- | - | - | - | - | -- | -- | ---- |  | -------------------------- | --- | --- | --- |
| 1    | CA Independiente        | 5   | 4 | 2 | 1 | 1 | 4  | 2  | +2   |  | CA Independiente           |     | 2-0 | 1-0 |
| 2    | São Paulo Futebol Clube | 4   | 4 | 1 | 2 | 1 | 2  | 3  | -1   |  | São Paulo Futebol Clube    | 1-0 |     | 1-1 |
| 3    | Barcelona Sporting Club | 3   | 4 | 0 | 3 | 1 | 2  | 3  | -1   |  | Barcelona Sporting Club    | 1-1 | 0-0 |     |

### Finale
| 17 mai 1972 | Club Universitario de Deportes | 0 – 0 | CA Independiente | Estadio Nacional, Lima                           |
|             |                                |       |                  | Spectateurs : 45 000 Arbitrage : Armando Marques |

| 24 mai 1972 | CA Independiente | 2 – 1 | Club Universitario de Deportes | Stade Libertadores de América, Avellaneda          |                                                    |
|             | Maglioni 6e, 61e |       | Rojas 79e                      | Spectateurs : 55 000 Arbitrage : José Favilli Neto | Spectateurs : 55 000 Arbitrage : José Favilli Neto |

| Vainqueur de la Copa Libertadores 1972 |
| -------------------------------------- |
| CA Independiente Troisième titre       |